# Центральный (кинотеатр, Калуга)
«Центральный» — кинотеатр в Ленинском районе Калуги. Является старейшим действующим кинотеатром в городе.

## История
Идея строительства кинотеатра появилась в 1920-е годы XX столетия. Эскизный проект за 8 дней архитектором Госкино Михаилом Черкасовым в 1929 году. В июне 1930 года стартовало строительство объекта.
В связи с нехваткой финансовых средств стройка длилась около пяти лет. Здание было выстроено в стиле сталинского конструктивизма. Кинотеатр был открыт в первый день 1935 года. Премьерным показом стал фильм Якова Протазанова «Бесприданница». На торжественное открытие приезжал Семён Михайлович Будённый.
Фундамент кинотеатра выстроен из могильных плит, привезённых из снесённых некрополей Лаврентьевского и Крестовского монастырей.
Во время оккупации в октябре—декабре 1941 года в фойе размещалось кабаре для немецких офицеров и кинозал, в который допускались только солдаты вермахта. После изгнания немцев из города кинотеатр стал госпиталем для раненных в боях за Калугу и близлежащих территорий.
Долгое время у входа в кинотеатр «Центральный» находилась гипсовая скульптура мальчика, прозванная местными жителями Алёшей.
В 1980-е годы была проведена частичная реконструкция, появился второй кинозал и частично видоизменён фасад здания.
Ныне кинотеатр «Центральный» является современным комплексом и носит название Дом народного творчества и кино. В старейшем кинотеатре города проводились кинофестивали «Встреча» и «Золотой Витязь».

## Руководство
С 2003 по 2012 годы директором кинотеатра был Фёдор Анатольевич Боринских. В настоящее время его возглавляет Надежда Николаевна Андриевич.

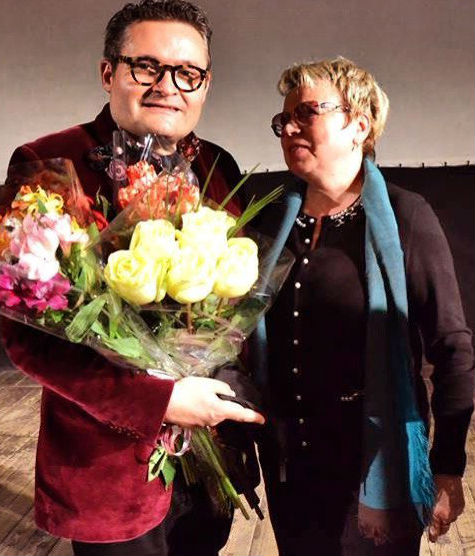
Александр Васильев и Надежда Андриевич на сцене кинотеатра